# Antun Karabaić
Antun (Ante) Karabaić (Punat na Krku, 29. studenoga 1832. – Trst, 1906.), hrvatski kulturni djelatnik i katolički svećenik

## Životopis
Rođen 1832. godine. Bio je prvi urednik tjednika «Naša sloga», prvih hrvatskih novina u Istri, glasila koji je bio velika kulturno-povijesna značaja za istarske Hrvate (dr. Ivan Zuccon, dr. Oleg Mandić). Karabaić je tada bio svećenik krčke biskupije, a službovao je u Trstu. U uređivanju mu je pomagao Matko Baštijan. Karabaić je bio urednik prvih desetak godina postojanja lista (Trst, 1870. – 1881.).